# Nagasari (Pagentan)
Nagasari is een bestuurslaag in het regentschap Banjarnegara van de provincie Midden-Java, Indonesië. Nagasari telt 1611 inwoners (volkstelling 2010).